# سيرجيو أليخاندرو أورتيغا كانتيرو
سيرجيو أليخاندرو أورتيغا كانتيرو (بالإسبانية: Sergio Alejandro Ortega) (26 سبتمبر 1988 بأسونسيون في باراغواي - ) هو مدرب كرة قدم ولاعب كرة قدم باراغواياني في مركز الوسط. لعب مع سانتياغو مورنينغ ‏ ونادي 12 أكتوبر لكرة القدم وProvincial Osorno ‏.

## وصلات خارجية
- سيرجيو أليخاندرو أورتيغا كانتيرو على موقع قاعدة بيانات كرة القدم.إي يو (الإنجليزية)
- سيرجيو أليخاندرو أورتيغا كانتيرو على موقع Soccerway.com (الإنجليزية)